# Grodzisk Mazowiecki
Grodzisk Mazowiecki (udtale: [ˈɡrɔd͡ʑisk mazɔˈvjɛt͡skʲi]) er en by og en kommune (Gmina) der ligger i det østlige, centrale Polen, i voivodskabet Masovien (Województwo mazowieckie) og har 33.708(2021) indbyggere og et areal på 	13,19 km². Den er administrationsby i powiatet (amt) Grodzisk Mazowiecki, og ligger ca. 30 kilometer sydvest for Warszawa.

## Historie
Grodzisk Mazowieckis oprindelse kan spores tilbage til det 12. århundrede, da middelalderlandsbyen Grodzisk blev grundlagt. Denne bosættelse blev bygget i udkanten af Jaktorowska-skoven, og dens rester er en del af det eksisterende byområde. I 1355 grundlagde den første kendte ejer af bosættelsen Tomasz Grodzinski en kirke, som senere blev ødelagt af brand (1441). I det 15. århundrede forblev Grodzisk sognesædet.
Fra slutningen af det 15. århundrede til 1623 var Grodzisk ejet af familierne Okunia og Mokrowski. I 1522 har Grodzisk modtaget kommunale rettigheder fra kong Sigismund 1. den Gamle.
Byen lå i provinsen Storpolen i Kongeriget Polens krone. I 1540 blev Grodzisk ødelagt af brand og blev først genopbygget i slutningen af det 16. århundrede. Efter genopbygningen blev Grodzisk et lokalt handels- og produktionscenter på grund af sin beliggenhed og de lokale trafikveje. I 1655 blev det igen ødelagt under den svenske invasion af Polen (Anden Karl Gustav-krig) i 1655-1660, og derefter restaureret. I 1708 blev byen ramt af en koleraepidemi, og som et resultat faldt dens befolkning ned til 370 mennesker.